# جيمس (رواية)
"جيمس" هي رواية للكاتب بيرسيفال إيفريت نشرتها دار دوبلداي في عام 2024. تتناول الرواية إعادة تخيل لمغامرات هاكلبيري فين التي كتبها مارك توين، وتُروى من منظور جيم، العبد الهارب وصديق هاكلبيري في رحلاته.

## قصة
الرواية تستند بشكل فضفاض إلى رواية مارك توين الكلاسيكية. تتبع بعض المشاهد المبكرة مغامرات هاكلبيري فين بدقة، ولكن عندما ينفصل الاثنان وينطلق جيم في "مغامراته" الفريدة، تأخذ الرواية طابعًا أكثر جدية حيث تستكشف قضايا الاغتصاب والقتل والعنف والعنصرية.

## الاستقبال
أشاد دوايت غارنر في صحيفة نيويورك تايمز بالرواية، مشيرًا إلى أنها أكثر نجاحًا من العديد من إعادة التصورات للكلاسيكيات الشهيرة. كتب غارنر: "ما يميز 'جيمس' عن روايات إيفريت السابقة، على الرغم من أنه يحمل نفس الطابع الفكاهي واللاذع، هو ظهور الإنسانية بشكل واضح. هذه هي رواية إيفريت الأكثر إثارة، ولكنها أيضًا الأكثر عاطفية". [1]
أما أنتوني كامينز في صحيفة الغارديان، فقد وصف "جيمس" بأنها "رواية مثيرة تشجع على قلب الصفحات، وهي أيضًا كتاب فلسفي غريب الأطوار". [2]

## التحويل الى فيلم
في 20 يونيو 2024، أعلنت دار الإنتاج السينمائي "أمبلين" التابعة لستيفن سبيلبرغ عن عزمها إنتاج اقتباس سينمائي للرواية، مع تايكا وايتيتي في محادثات مبكرة لتولي إخراج الفيلم. [3]

ملخص رواية "جيمس" لبيرسيفال إيفريت، 2024
رواية "جيمس" هي أحدث إصدارات الكاتب بيرسيفال إيفريت، وتقدم نظرة عميقة في تعقيدات الهوية، والتاريخ، والسعي الدؤوب للحقيقة. تتناول الرواية حياة جيمس، الشخصية الرئيسية، الذي يجد نفسه في رحلة اكتشاف الذات وسط عالم مليء بالتحديات الاجتماعية والسياسية.
تبدأ الرواية بوصف لحياة جيمس الروتينية في مدينة كبيرة، حيث يعمل كأستاذ في جامعة مرموقة. على الرغم من النجاح المهني الذي حققه، يشعر جيمس بفراغ داخلي وافتقار للهدف. هذا الشعور يدفعه للبحث عن جذوره العائلية ومحاولة فهم المزيد عن ماضيه.
تنطلق رحلة جيمس إلى الجنوب الأمريكي، حيث يكتشف تاريخ عائلته المعقد. يلتقي بأقارب لم يكن يعلم بوجودهم، ويواجه حقائق مؤلمة عن الظلم والعنصرية التي عانت منها عائلته عبر الأجيال. من خلال هذه اللقاءات، يبدأ جيمس في فهم أعمق لأصوله وكيف شكلت هذه الأحداث شخصيته وهويته.
واحدة من القضايا الرئيسية التي تتناولها الرواية هي تأثير الماضي على الحاضر. يظهر إيفريت كيف أن التاريخ الشخصي والعائلي يمكن أن يترك أثراً عميقاً على الأفراد، وكيف يمكن للتصالح مع هذا الماضي أن يكون مفتاحاً لفهم الذات وبناء مستقبل أفضل. يجسد جيمس هذه الفكرة من خلال سعيه المتواصل لاكتشاف الحقيقة والتصالح مع جذوره.
إلى جانب السرد العائلي، تتناول الرواية أيضاً القضايا الاجتماعية والسياسية الراهنة. من خلال حواراته مع أفراد عائلته ومعارفه الجدد، يطرح جيمس تساؤلات حول العدالة والمساواة والهوية في المجتمع الأمريكي الحديث. تقدم الرواية نقداً قوياً للظلم الاجتماعي والعنصرية، وتدعو إلى التأمل في كيفية تحقيق التغيير الإيجابي.
أسلوب كتابة إيفريت في "جيمس" يتميز بالسلاسة والعمق. ينجح في رسم شخصيات واقعية ومعقدة تجعل القارئ يشعر وكأنه يعيش معهم تجاربهم. كما أن التفاصيل الغنية والحوارات العميقة تضيف بعداً إضافياً للرواية، وتجعلها تجربة قراءة مؤثرة وممتعة.
من خلال رحلته، يتعلم جيمس أن الحقيقة ليست دائماً سهلة المنال، وأن السعي لاكتشاف الذات يمكن أن يكون مليئاً بالتحديات. ولكنه يكتشف أيضاً أن الفهم العميق للماضي يمكن أن يكون مفتاحاً للحرية الشخصية والسلام الداخلي. في نهاية الرواية، يصل جيمس إلى نقطة من القبول والهدوء، حيث يتمكن من التصالح مع ماضيه والانطلاق نحو مستقبل أكثر إشراقاً.
تختتم الرواية برسالة أمل وقوة. بالرغم من التحديات والآلام التي مر بها جيمس، يجد في النهاية القوة لمواجهة حاضره وبناء مستقبل جديد. تذكرنا "جيمس" أن الرحلة نحو اكتشاف الذات والتصالح مع الماضي هي جزء أساسي من الإنسانية، وأن القوة الحقيقية تأتي من القدرة على مواجهة الحقائق والبحث عن الحقيقة.
بإيجاز، "جيمس" هي رواية غنية ومعقدة تأخذ القارئ في رحلة عميقة ومؤثرة عبر الزمن والمكان. من خلال قصتها، يطرح إيفريت تساؤلات جوهرية حول الهوية، والتاريخ، والعدالة، ويقدم رؤية عميقة ومؤثرة عن السعي الإنساني نحو الحقيقة والفهم. تعد "جيمس" إضافة مميزة لأعمال إيفريت، وتؤكد مكانته كواحد من أبرز الكتاب المعاصرين.
10 معلومات جديدة نعرفها من القصة لا نعرفها من قبل:
1. تاريخ عائلة جيمس وكيف عانت من العنصرية عبر الأجيال.
2. وجود أقارب لجيمس لم يكن يعلم بوجودهم.
3. تفاصيل حياة جيمس الشخصية والشعور بالفراغ الداخلي رغم نجاحه المهني.
4. العلاقة بين جيمس وأفراد عائلته المكتشفة حديثًا.
5. كيفية تأثير الماضي على الحاضر بالنسبة لجيمس.
6. أحداث تاريخية محددة أثرت على عائلة جيمس.
7. الصراعات الداخلية لجيمس ومحاولاته لفهم هويته.
8. التحديات التي واجهها جيمس في رحلته لاكتشاف الذات.
9. الطريقة التي يعبر بها جيمس عن مشاعره وأفكاره خلال الرواية.
10. الأماكن التي زارها جيمس خلال رحلته في الجنوب الأمريكي.

10 أشياء غريبة في القصة:
1. لقاء جيمس بأقارب لم يعلم بوجودهم من قبل.
2. اكتشاف جيمس لحقيقة تاريخية مؤلمة عن عائلته.
3. التغيرات النفسية التي يمر بها جيمس خلال رحلته.
4. الأحلام والكوابيس التي تراود جيمس وتؤثر على فهمه للحقيقة.
5. وجود رسائل أو مذكرات قديمة تكشف عن ماضي العائلة.
6. الرموز والعلامات التي يجدها جيمس وتساعده في رحلته.
7. التحديات الغريبة التي يواجهها جيمس في المجتمع الجنوبي.
8. التفاعلات غير المتوقعة بين جيمس وأفراد عائلته الجديدة.
9. رؤية جيمس لصور قديمة تظهر أشخاصًا يشبهونه.
10. التجارب الروحية التي يمر بها جيمس وتجعله يفهم ماضيه بشكل أعمق.

10 دروس مستفادة:
1. أهمية التصالح مع الماضي لفهم الذات.
2. تأثير التاريخ الشخصي على حياتنا الحالية.
3. القوة الداخلية التي يمكن أن نجدها في مواجهة الحقائق المؤلمة.
4. أهمية البحث عن الحقيقة حتى لو كانت مؤلمة.
5. كيفية التعامل مع الصراعات الداخلية والتحديات الشخصية.
6. قيمة العائلة والجذور في تشكيل هويتنا.
7. تأثير العنصرية والظلم الاجتماعي على الأفراد والأسر.
8. أهمية التغيير الإيجابي والمساواة في المجتمع.
9. قوة العلاقات الإنسانية في تحقيق الفهم والسلام الداخلي.
10. تأثير الماضي على الحاضر وكيف يمكننا استخدامه لبناء مستقبل أفضل.

10 أشياء يجب أن نبحث عنها في القصة:
1. تفاصيل تاريخ عائلة جيمس.
2. الرسائل أو المذكرات التي تكشف عن ماضي العائلة.
3. الرموز والعلامات التي يكتشفها جيمس.
4. تفاعلات جيمس مع أفراد عائلته الجديدة.
5. الأماكن التي يزورها جيمس في الجنوب الأمريكي.
6. الأحلام والكوابيس التي تراود جيمس.
7. التغيرات النفسية التي يمر بها جيمس.
8. الأحداث التاريخية التي أثرت على عائلة جيمس.
9. رؤية جيمس للصور القديمة.
10. التجارب الروحية التي يمر بها جيمس.